# Fold Your Hands Child, You Walk Like a Peasant
Fold Your Hands Child, You Walk Like a Peasant és el quart àlbum de la banda escocesa de twee pop Belle and Sebastian. Molts crítics el van definir com un cosí llunyà i distant de l'anterior àlbum de la banda, The Boy with the Arab Strap, tot i que alguns el veuen com la major representació de la inventiva musical del grup fins ara. La introducció d'una secció de cordes orgànica, conjuntament amb la introducció d'estils musicals cada vegada més variats, fan que aquest siga un dels passos més importants en el desenvolupament musical de Belle and Sebastian.

## Cançons
1. "I Fought in a War"
2. "The Model"
3. "Beyond the Sunrise"
4. "Waiting for the Moon to Rise"
5. "Don't Leave the Light On, Baby"
6. "The Wrong Girl"
7. "The Chalet Lines"
8. "Nice Day for a Sulk"
9. "Woman's Realm"
10. "Family Tree"
11. "There's Too Much Love"